# 王嘉賓 (嘉靖丙戌進士)
王嘉賓（1497年—？），字孔昭，四川重慶府合州人，民籍，明朝政治人物。

## 生平
嘉靖五年（1526年）丙戌科三甲第九名進士。選翰林院庶吉士，六年（1527年）十一月授戶部主事，七年（1528年）四月與行人李仁任戊子科陝西鄉試正副考官，八年（1529年）正月丁父憂歸。服闋，起補吏部稽勳司主事，升文選司郎中，十九年（1540年）十二月升南京通政使司右通政，被吏科都給事中邢如默等人彈劾急於遷轉湖廣左布政使劉勳，謫漢中府通判，升湖廣按察司副使、湖廣布政使司參政，二十六年（1547年）正月考察被革職閑住。後起復陕西布政使司左參政。

## 家族
高祖王朝忠，妣譚氏。曾祖王淵，以子王璽貴封戶科給事中，妣祝氏，贈孺人。祖父王璘，妣雷氏。父王問（1479年-1529年），字對之，贈承德郎吏部稽勳司主事。母顧氏（1479年-1501年），贈安人。